# Solly March
Solomon Benjamin March, meglio noto come Solly, (Eastbourne, 20 luglio 1994) è un calciatore inglese, centrocampista del Brighton.

## Caratteristiche tecniche
È un esterno sinistro di centrocampo. In grado di giocare con entrambi i piedi, la sua intelligenza tattica gli consente di calibrare passaggi precisi per i compagni mettendoli in condizione di segnare. Penalizzato da un fisico acerbo, compensa questa lacuna con la velocità unita ad un ottimo dribbling.

## Carriera

### Club
Muove i suoi primi passi nelle giovanili del Lewes. Il 1º dicembre 2011 sottoscrive un contratto triennale con il Brighton.
Nel 2013 rinnova il proprio contratto fino al 30 giugno 2015. Esordisce tra i professionisti il 10 agosto 2013 contro il Derby County, subentrando al 41' della ripresa al posto di Will Buckley.
Mette a segno la sua prima rete in carriera il 25 gennaio 2014 contro il Port Vale.  Il 14 aprile 2014 trova l'accordo con la società per il rinnovo del contratto fino al 2018. La stagione seguente non riesce a scendere in campo con continuità a causa di due infortuni (il secondo è dovuto ad una riacutizzazione del medesimo infortunio) rimediati al polpaccio.

### Nazionale
Il 3 settembre 2015 esordisce con l'Under-21, in occasione della sfida tra Inghilterra e Stati Uniti. In precedenza aveva ottenuto quattro presenze con la selezione Under-20.

## Statistiche

### Presenze e reti nei club
Statistiche aggiornate al 7 giugno 2025.
| Stagione        | Squadra         | Campionato      | Campionato | Campionato | Coppe nazionali | Coppe nazionali | Coppe nazionali | Coppe continentali | Coppe continentali | Coppe continentali | Altre coppe | Altre coppe | Altre coppe | Totale | Totale |
| Stagione        | Squadra         | Comp            | Pres       | Reti       | Comp            | Pres            | Reti            | Comp               | Pres               | Reti               | Comp        | Pres        | Reti        | Pres   | Reti   |
| --------------- | --------------- | --------------- | ---------- | ---------- | --------------- | --------------- | --------------- | ------------------ | ------------------ | ------------------ | ----------- | ----------- | ----------- | ------ | ------ |
| 2013-2014       | Brighton        | FLC             | 23+1       | 0          | FACup+CdL       | 4+0             | 1               | -                  | -                  | -                  | -           | -           | -           | 28     | 1      |
| 2014-2015       | Brighton        | FLC             | 11         | 1          | FACup+CdL       | 2+0             | 0               | -                  | -                  | -                  | -           | -           | -           | 13     | 1      |
| 2015-2016       | Brighton        | FLC             | 16         | 3          | FACup+CdL       | 0+1             | 0               | -                  | -                  | -                  | -           | -           | -           | 17     | 3      |
| 2016-2017       | Brighton        | FLC             | 25         | 3          | FACup+CdL       | 2+0             | 0               | -                  | -                  | -                  | -           | -           | -           | 27     | 3      |
| 2017-2018       | Brighton        | PL              | 36         | 1          | FACup+CdL       | 3+1             | 0               | -                  | -                  | -                  | -           | -           | -           | 40     | 1      |
| 2018-2019       | Brighton        | PL              | 35         | 1          | FACup+CdL       | 2+0             | 1               | -                  | -                  | -                  | -           | -           | -           | 37     | 2      |
| 2019-2020       | Brighton        | PL              | 19         | 0          | FACup+CdL       | 0+0             | 0               | -                  | -                  | -                  | -           | -           | -           | 19     | 0      |
| 2020-2021       | Brighton        | PL              | 21         | 2          | FACup+CdL       | 2+0             | 1               | -                  | -                  | -                  | -           | -           | -           | 23     | 3      |
| 2021-2022       | Brighton        | PL              | 31         | 0          | FACup+CdL       | 2+0             | 0               | -                  | -                  | -                  | -           | -           | -           | 33     | 0      |
| 2022-2023       | Brighton        | PL              | 33         | 7          | FACup+CdL       | 4+2             | 1+0             | -                  | -                  | -                  | -           | -           | -           | 39     | 8      |
| 2023-2024       | Brighton        | PL              | 7          | 3          | FACup+CdL       | 0+1             | 0+0             | UEL                | 2                  | 0                  | -           | -           | -           | 10     | 3      |
| 2024-2025       | Brighton        | PL              | 8          | 0          | FACup+CdL       | 2+0             | 1+0             | -                  | -                  | -                  | -           | -           | -           | 10     | 1      |
| Totale carriera | Totale carriera | Totale carriera | 266        | 21         |                 | 28              | 5               |                    | 2                  | 0                  |             | -           | -           | 296    | 26     |